# تماری
تماری (به ژاپنی: テマリTemari) یکی از شخصیت‌های مانگا و انیمه ناروتو است.اهل کشور باد در مجموعه انیمه و مانگا ناروتو، خواهر بزرگ گاراو کانکورو و همسر شیکامارو نارا است.
تماری بزرگ‌ترین فرزند کازه‌کاگه چهارم و خواهر بزرگ‌تر کانکورو و گارا است. تماری غالباً از بیان صریح آنچه در ذهن دارد نمی‌هراسد. تماری دختری است که به صلح ارزش می‌دهد و مخالف جنگ سوناگاکوره و کونوهاگاکوره‌است. این ویژگی در بخش دوم داستان جایی که به عنوان واسطه‌ای میان این دو دهکده در امتحانات چونین شرکت می‌کند دیده می‌شود. بیشترین قسمت‌های مربوط به تماری مربوط به زمانی است که با شیکامارو نارا برخورد می‌کند. او در ابتدا در مسابقات چونین بعد از شکست تنتن به شیکامارو برخورد می‌کند و شیکامورو عوض شکست او در حالی که می‌تواند تماری را شکست دهد بعد از نبرد کوتاهی از مسابقه کنار می‌کشد. تماری بار دیگر در قسمت برگرداندن ساسوکه به کمک شیکامارو می‌آید و تایویا(عضو گروه چهار صدا) را از بین می‌برد. شیکامارو نیز این کار او را در قسمت‌های پایانی داستان با نجات او از دست یکی از شیتنشونین‌ها جبران می‌کند.
سرعت تحلیل تماری بسیار بالا است، او در نبرد می‌تواند استراتژی و نقاط ضعف حریف را پیدا کند. تماری در نبردهای واقعی از بادبزن آهنی بزرگ خود استفاده می‌کند، او از بادبزن خود استفاده‌های گوناگونی می‌کند، تماری می‌تواند به عنوان یک چماق موقتی از آن استفاده کند و همچنین برای مسافت‌های کوتاه آن را مثل یک گلایدر یا کایت به کار می‌گیرد. اما کار اصلی بادبزن او ایجاد گردبادهای برنده است (カマイタチの術، Kamaitachi no Jutsu، English «Wind Scythe Jutsu») که تندبادهای قابل هدایتی را به طرف حریفش می‌فرستد و بدن حریف او در اثر این تندبادها خراش‌های عمیقی بر می‌دارد. چون او می‌تواند این تندبادها را با چاکرای خود هدایت کند، حتی می‌تواند در مسافت‌های بسیار طولانی هم آن را علیه رقبایش به کار بندد. بادبزن او این اجازه را نیز می‌دهد که تندبادهایی درست کند که حریفش را بی حرکت نگهدارد و در این حین حریفش را به دام اندازد و او را بکشد. تماری همچنین از تکنیک طوفان شن نیز برخوردار است(塵の風の術، Fūsajin no Jutsu English «Sand Storm Jutsu»)، که از این طریق کاری می‌کند که حریفش نتواند سر جایش ثابت بایستد و جایی را ببیند.  گردبادهای تماری می‌تواند یک جنگل کامل را از بین ببرد.